# Enrique Sánchez-Guijo
Enrique Sánchez-Guijo Acevedo (Béjar, 28 marzo 1974) è un ex atleta paralimpico spagnolo.

## Biografia
Nato in provincia di Salamanca, ha gareggiato nella categoria dei ciechi assoluti (B1, poi T10 e ora T11), partecipando a tre edizioni dei Giochi paralimpici estivi come velocista, in competizioni singole e in staffetta. Nel 1992, a Barcellona, ha vinto l'oro nella staffetta 4×100 m. Nel 1996, ad Atlanta, ha conseguito due medaglie d'oro nelle staffette 4×100 m e 4×400 m. Infine, a Sydney nel 2000 ha conquistato un bronzo nella staffetta 4×100 m e la medaglia d’oro nei 200 metri piani.
Laureato in economia, dopo il ritiro agonistico ha ricoperto varie cariche pubbliche: per otto anni è stato assessore nel Consiglio comunale di Salamanca, ruolo dal quale si è ritirato nel 2019; è stato anche segretario sportivo per l'ONCE, con vari profili, e presidente del Comitato europeo paralimpico dal 2006 al 2009. Attualmente è responsabile della sezione eventi sportivi, presso un'importante agenzia di marketing.

## Palmarès
| Anno | Manifestazione       | Sede       | Evento          | Risultato | Prestazione | Note  |
| ---- | -------------------- | ---------- | --------------- | --------- | ----------- | ----- |
| 1992 | Giochi paralimpici   | Barcellona | 200 m piani B1  | Batteria  | 25"01       |       |
| 1992 | Giochi paralimpici   | Barcellona | 400 m piani B1  | 5º        | 54"72       |       |
| 1992 | Giochi paralimpici   | Barcellona | 4×400 m B1-B3   | Oro       | 3'19"67     | [ 4 ] |
| 1993 | Europei IBSA         | Dublino    | 200 m piani B1  | Oro       |             |       |
| 1994 | Mondiali paralimpici | Berlino    | 200 m piani B1  | Argento   |             |       |
| 1995 | Europei IBSA         | Valencia   | 100 m piani B1  | Oro       |             |       |
| 1995 | Europei IBSA         | Valencia   | 200 m piani B1  | Oro       |             |       |
| 1995 | Europei IBSA         | Valencia   | 4×100 m B1-B3   | Oro       |             |       |
| 1996 | Giochi paralimpici   | Atlanta    | 100 m piani T10 | 4º        | 11"84       |       |
| 1996 | Giochi paralimpici   | Atlanta    | 4×100 m T10-T12 | Oro       | 42"36       | [ 5 ] |
| 1996 | Giochi paralimpici   | Atlanta    | 4×400 m T10-T12 | Oro       | 3'28"65     | [ 6 ] |
| 1997 | Europei IBSA         | Riccione   | 200 m piani T10 | Oro       |             |       |
| 1998 | Mondiali IBSA        | Madrid     | 100 m piani T10 | Bronzo    |             |       |
| 1998 | Mondiali IBSA        | Madrid     | 200 m piani T10 | Argento   |             |       |
| 2000 | Giochi paralimpici   | Sydney     | 200 m piani T11 | Oro       | 24"14       |       |
| 2000 | Giochi paralimpici   | Sydney     | 4×100 m T11-T13 | Bronzo    | 45"01       | [ 7 ] |

## Onorificenze
- 2006 - Medaglia d'oro dell'Ordine reale del merito sportivo.[8]